# Vřetenuškovití
Vřetenuškovití (Zygaenidae) jsou čeleď motýlů řádu Lepidoptera. Do čeledi patří i motýli podčeledi Procridinae (zelenáčci). Většina vřetenuškovitých žije v tropech, ale jsou docela hojně zastoupeni i v mírném klimatickém pásu. Je popsáno asi 1000 druhů. Mají charakteristické kyjovité zakončení tykadel.

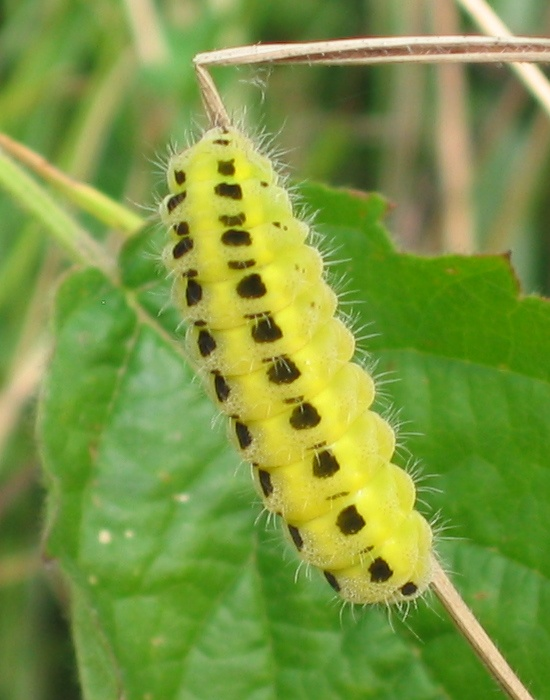
Housenka vřetenušky
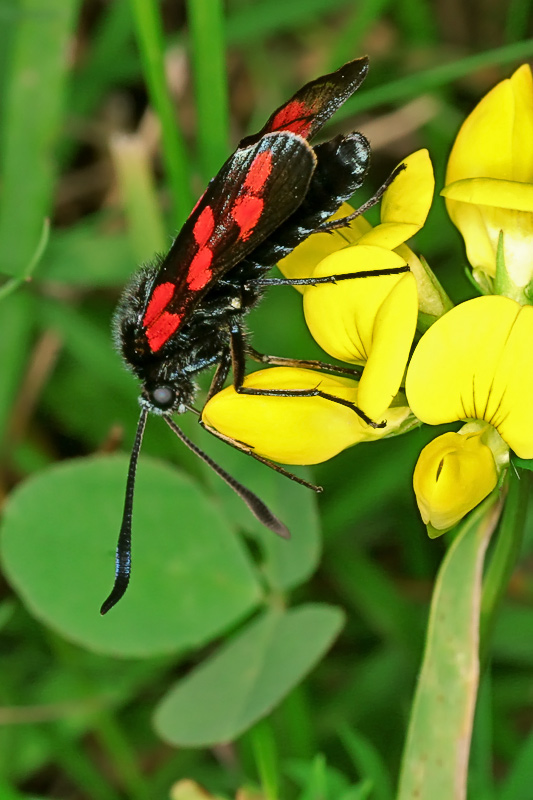
Zygaena carniolica